# Caso Para-Sar
Caso Para-Sar, também conhecido como Atentado ao Gasômetro, diz respeito a um plano terrorista arquitetado em 1968 pelo brigadeiro João Paulo Burnier para desacreditar e reprimir os oposicionistas da ditadura militar que então governava o Brasil. Consistia em empregar o esquadrão de resgate Para-Sar na detonação de explosivos em diversas vias públicas do Rio de Janeiro, atentados esses com potencial para provocar milhares de mortes e que seriam atribuídos a movimentos de esquerda. Na fase secundária da missão, o clima de caos proporcionado pelas tragédias seria usado para encobrir o sequestro e assassinato de quarenta figurões da política brasileira, entre eles Carlos Lacerda, Jânio Quadros e Juscelino Kubitschek.
O plano acabou abortado após a denúncia do oficial do Para-Sar Sérgio Ribeiro Miranda de Carvalho, que se recusou a cumprir as ordens de Burnier e levou o caso a seus superiores. Na sindicância resultante aberta pelo brigadeiro Itamar Rocha, 37 testemunhas comprovam a acusação. Burnier, no entanto, negou ter planejado o crime, sendo absolvido após o processo chegar aos gabinetes do ministério da Aeronáutica e da presidência da República. Itamar e Sérgio, por sua vez, acabaram afastados dos quadros da Aeronáutica.

## Antecedentes
Em 1968, o Brasil vivia em clima de tensão com o recrudescimento da opressão do governo militar a movimentos de oposição. Manifestações nas ruas eram cada vez mais frequentes, sendo reprimidas – de forma muitas vezes violenta – pelas forças da lei. É numa dessas ocasiões que o Para-Sar, esquadrão da Aeronáutica especializado em resgates em áreas remotas, é cooptado para servir de apoio ao policiamento de uma passeata no Rio de Janeiro. No dia 4 de abril daquele ano, treze homens do esquadrão são embarcados num ônibus da Aeronáutica e levados para o quartel da Escola de Comunicações do Exército, onde são apresentados aos soldados da PM, do Exército e aos agentes do DOPS.
Sem farda ou identificação, e com armas com a numeração raspada, eles são ordenados a se misturar aos manifestantes e vigiar as janelas dos prédios para ver se alguém atiraria objetos contra a polícia nas ruas. Caso detectassem a agressão, estavam autorizados a invadir o local e exterminar quem lá estivesse. A intervenção acabou não sendo necessária; no único caso registrado, foram tentar interditar justamente o andar de um prédio onde funcionava o Conselho Nacional de Petróleo, sendo expulsos por ordem dos oficiais-generais e coronéis que trabalhavam no local.
O capitão Sérgio Ribeiro Miranda de Carvalho, co-fundador do Para-Sar e considerado um de seus mais obstinados e admirados oficiais, encontrava-se então de férias em Manaus. Ao retornar ao Rio, e de posse dos relatos dos colegas, dirige-se ao brigadeiro Labarthe Lebre, comandante da Escola de Aeronáutica do Campo dos Afonsos, manifestando suas preocupações com o envolvimento do esquadrão em operações ilegais. Lebre recomenda que Sérgio não dê importância ao caso. Dispensando o conselho, ele transmite sua inquietação ao major Arthur Soares de Almeida, que lhe promete esclarecer tudo junto ao brigadeiro João Paulo Burnier, então encarregado da seção de informações do Ministério da Aeronáutica e apontado como responsável pela ideia de empregar o Para-Sar em missões policiais.
Cerca de um mês depois Sérgio é chamado à presença de Burnier, já então promovido a chefe de gabinete, que passa a tentar doutriná-lo para servir a seus propósitos. De acordo com o capitão, o brigadeiro "estava convencido de que eu deveria passar por um endoutrinamento, que eu era um verdadeiro revolucionário, um homem valente, mas que tinha me deixado anestesiar pelo trabalho; eu me tornara um humanista". Pouco depois, Sérgio é convocado para uma reunião entre Burnier e o brigadeiro Hipólito da Costa, recém-chegado da Zona do Canal do Panamá.

## O plano
Na reunião, realizada no dia 12 de junho de 1968, Sérgio é exposto ao plano de uma operação de bandeira falsa, que pretendia barrar em definitivo o avanço do comunismo no Brasil através da realização de atos terroristas que seriam atribuídos a grupos de esquerda. De acordo com ele, o esquema previa várias missões no Rio de Janeiro, e seria implementado de forma gradativa. Primeiro, detonações de explosivos na porta do Sears, do Citibank e da embaixada dos Estados Unidos, com pequeno número de mortes. O clímax do processo viria pouco depois, com a explosão simultânea do Gasômetro de São Cristóvão e da Represa de Ribeirão das Lajes, comandadas por controle remoto. A intenção de explodir a represa era simplesmente deixar a população sem água. Já no ataque ao gasômetro, o objetivo era atingir o maior número de vítimas possível – o atentado deveria ser realizado às 18:00, horário de mais movimento no entorno do reservatório. A confusão resultante seria usada então para acobertar o sequestro e assassinato de quarenta personalidades. Cinco nomes já haviam sido selecionados: Carlos Lacerda, Jânio Quadros, Juscelino Kubitschek, Dom Hélder Câmara e o general Olympio Mourão Filho. Os outros seriam anunciados verbalmente, de cinco em cinco.
Alguns dos demais nomes surgiram posteriormente ao caso e incluíam: Peri Constant Bevilacqua, Franklin Martins, Vladimir Palmeira,  tenente-brigadeiro Anísio Botelho (FAB), Coronel Paulo Malta Rezende (FAB), major-brigadeiro Francisco Teixeira (FAB) e Mário Covas.
O método de assassinato –Voos da morte que no futuro seria amplamente empregado pelo regime ditatorial argentino e pela Operação Condor – consistia em atirar as vítimas ao mar, a 40 quilômetros da costa. Burnier teria dito que ele e Hélio iriam "pilotar um C-47 cheio dessa canalha comunista e empurrar todos com o pé na bunda pra dentro d'água", perguntando então se o capitão estaria preparado para raptar as vítimas onde elas estivessem. Disposto a não deixar dúvidas e encerrar a reunião, ele respondeu que não: "Eu acho que os senhores não estão falando a sério. O que torna uma missão legal e moral não é a presença de dois oficiais-generais à frente dela, o que a torna legal é a natureza da missão". Convencido de que ainda era possível arregimentar o apoio do subordinado, e também disposto a encerrar o doutrinamento e a partir para a ação, o brigadeiro convoca para dali a dois dias um novo encontro, dessa vez com todos os oficiais do Para-Sar.
Incrédulo de que seus comandados seriam expostos ao plano, Sérgio ainda assim reúne todos eles, comparecendo no dia 14 de junho à reunião marcada no prédio do Ministério da Aeronáutica, na avenida Churchill, centro do Rio. Guardadas por uma dezena de soldados armados de metralhadoras, as mais de quarenta pessoas ali reunidas ouviram então a exposição do brigadeiro Burnier, que passou a informar quais seriam as novas tarefas do Para-Sar. A primeira ditava que, em caso de guerra, o esquadrão poderia matar para cumprir sua missão. A segunda previa que em caso de guerra civil contra revolucionários compatriotas, estes teriam que ser eliminados pelo Para-Sar. A terceira ditava enfim que, mesmo em caso de paz, o esquadrão deveria executar aquelas missões durante agitações de rua. Este último desígnio era justificado pelo brigadeiro com observações como, "para cumprir missões de morte na guerra, é preciso matar na paz (…) Figuras políticas como Carlos Lacerda, esse canalha, já deveriam estar mortas (…) Ordens desta natureza não comportam perguntas nem dúvidas, cumprem-se e não se fazem comentários posteriores (…) Elementos indesejáveis serão lançados de navio, ou avião, a quarenta quilômetros da costa".
Finda a exposição, o brigadeiro Burnier dirige-se a quatro oficiais – o major Gil Lessa de Carvalho, os capitães Loris Areias Cordovil e Roberto Camara Lima Ipiranga dos Guaranys e o tenente João Batista Magalhães – e, um a um, pergunta se estavam de acordo com os planos. Todos respondem que sim até o brigadeiro chegar a Sérgio, a essa altura irritado por saber que os quatro anteriores já faziam parte da trama. Ele responde que concorda com as duas primeiras tarefas, mas que considerava a terceira "imoral, inadmissível a um militar de carreira". Complementa ainda que, enquanto estiver vivo, "isso não acontecerá neste país". Irado, o brigadeiro ordena que o subordinado cale a boca e "não se estenda em considerações". No mesmo tom, o capitão responde que não só não se calaria como ainda levaria o caso ao ministro da Aeronáutica. A discussão provoca um clima de tensão na sala, e os jovens guardas são cercados pelos oficiais do Para-Sar. Lívido, o brigadeiro Burnier deixa o local acompanhado de seus quatro aliados. Sérgio despacha então os homens do esquadrão, seguindo diretamente para o gabinete do ministro Márcio de Sousa Melo.

## Denúncia e apuração

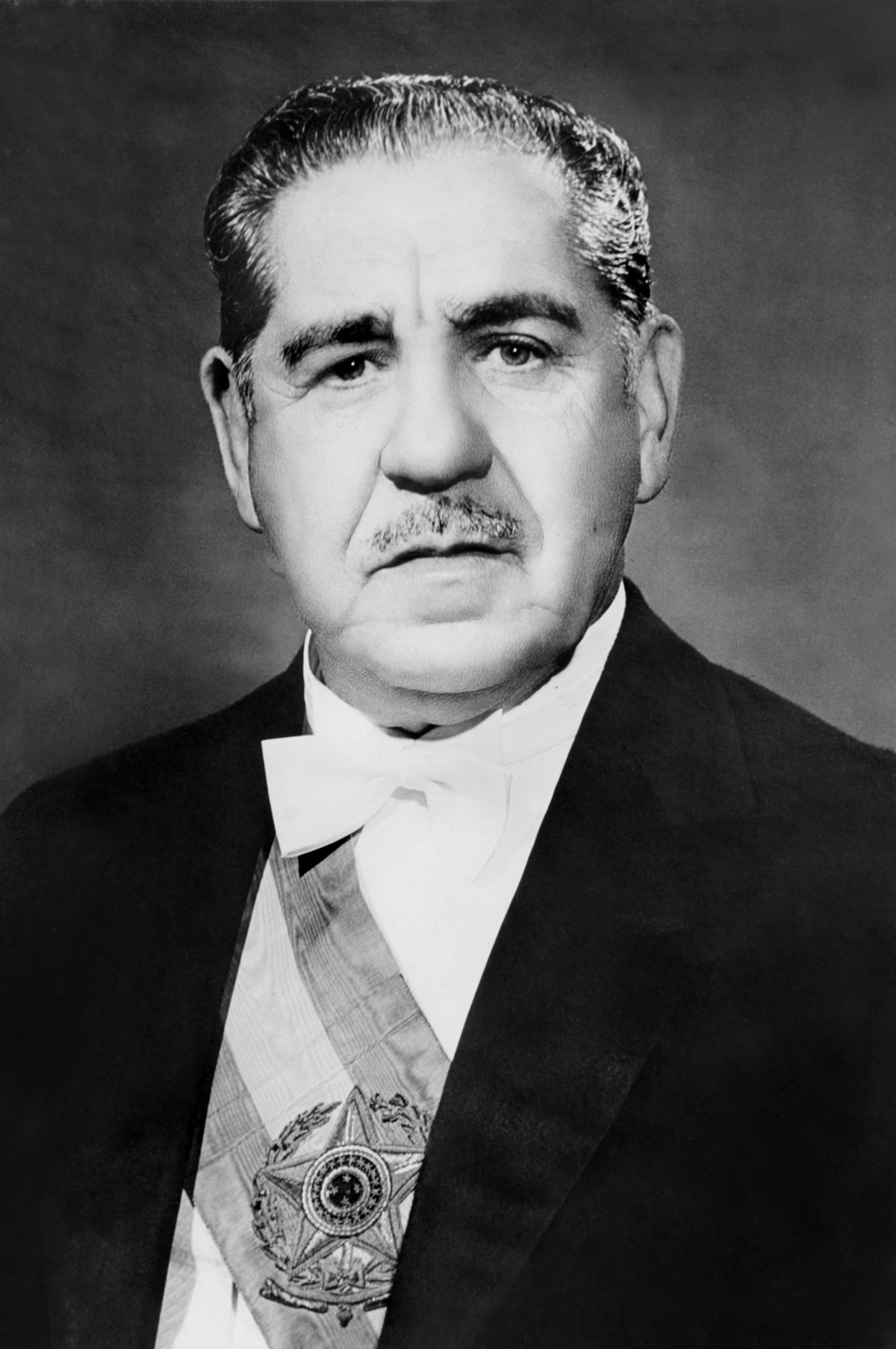
Costa e Silva, presidente do Brasil entre 1967 e 1969

No ministério, o capitão é barrado pelo major Barata Neto, assistente do ministro, que depois de ouvir o relato teria pedido um tempo para informar seu chefe. No dia seguinte, Sérgio procura o brigadeiro Délio Jardim de Matos, de quem fora assessor durante cinco anos. Ele considera o caso tão grave que responde que só Eduardo Gomes poderia "segurar esse abacaxi". Pouco tempo depois o caso é narrado ao brigadeiro Gomes, que pergunta a quem o capitão era subordinado operacionalmente. No dia seguinte, ele e o major-brigadeiro Itamar Rocha, diretor-geral de Rotas Aéreas do Ministério da Aeronáutica, estavam na casa de Gomes, que aconselha o diretor-geral a abrir uma sindicância o mais rápido possível.
O brigadeiro Itamar baseia sua investigação em um relatório escrito por Sérgio, e também em interrogatórios feitos reservadamente a todos os integrantes do Para-Sar. Após receber as respostas a um minucioso questionário sobre a reunião do dia 14 de junho, Itamar constata que, das 41 testemunhas, 37 corroboravam a versão do capitão sobre o ocorrido – as quatro demais sendo justamente os oficiais que haviam demonstrado apoio aos planos do brigadeiro. Enquanto isso, Sérgio enfrentava Burnier usando os canais reservados da burocracia militar. A patente de um dos lados pesa mais, e o capitão acaba transferido para Recife, enquanto seu maior aliado no Para-Sar, o médico Rubens Marques Santos, era enviado para Manaus. Ele ainda continuava contando, no entanto, com o apoio do brigadeiro Itamar.
Burnier por sua vez prepara a própria sindicância, e o coronel designado para a função rasga os testemunhos dos oficiais que confirmavam a versão de Sérgio. Enquanto isso algumas das testemunhas, sob pressão, acabam mudando seus depoimentos. Baseado nessa nova versão dos fatos, o ministro Sousa Melo assume a defesa de Burnier e a responsabilidade pela utilização do Para-Sar em "missões de guerra interna, guerra revolucionária". Também nega que o brigadeiro tivesse discutido assassinatos em sua reunião com o esquadrão, terminando por manter as transferências do capitão Sérgio e do médico Rubens, cujo cancelamento fora solicitado pelo brigadeiro Itamar. O impasse se mostrava de difícil resolução, tanto pela natureza do tema como pelo envolvimento do brigadeiro Eduardo Gomes. O desfecho era ainda mais complicado devido ao fato de Itamar e Sérgio recusarem-se a aceitar medidas conciliatórias de fachada, expediente que era usado desde o golpe de 1964 para contornar casos evidentes de delinquência de oficias envolvidos em atividades de policiamento político.
Analisando em seu livro A Ditadura Envergonhada as tentativas de encerrar a crise, o escritor Elio Gaspari conclui que em nenhum momento Burnier e Sousa Melo aceitaram o embate direto, preferindo ao invés disso apelar para a força da patente e da autoridade sempre que a defesa se fazia necessária. Mesmo com o capitão mantendo sua versão dos fatos – deixando assim Burnier na posição de mentiroso – não foram tomadas contra ele as medidas disciplinantes de praxe, e muito menos abriu-se um inquérito oficial, solução segundo ele mais lógica para a situação. Em vez disso, foram buscados contornos como a transferência e a posterior detenção de Sérgio, condenado a 25 dias de cadeia. Na ordem de prisão, o ministro acusa-o de "ter deturpado" palavras de Burnier e "haver feito, por escrito, insinuação desrespeitosa a seu respeito" quando, na verdade, o capitão e a maioria dos integrantes do Para-Sar diziam com todas as letras que o brigadeiro os chamara a ser cúmplices de assassinatos políticos. Gaspari argumenta então que "se o capitão mentira, a sindicância fora instrumento inadequado de investigação e os 25 dias de cadeia, pena inepta e leniente".
Setembro chega, e o caso permanece sem solução definitiva. Nesse ínterim, com o relatório do brigadeiro Itamar corroborando a versão do capitão Sérgio, Eduardo Gomes procura o senador Daniel Krieger pedindo que a situação fosse exposta ao presidente Costa e Silva, informando que interferia no sentido de que "a ocorrência não fosse divulgada". Nesse quesito, de acordo com a análise de Elio Gaspari, Gomes agia conforme a nobiliarquia; se tivesse sucesso, comprovaria que "roupa-suja se lava em casa". Se perdesse, passaria pelo desgosto de perceber que "a sujeira não estava na roupa, mas na casa. Perdeu".
Em 26 de setembro, o brigadeiro Itamar manda entregar pessoalmente ao ministro da Aeronáutica o resultado da sindicância. Tendo ouvido as testemunhas, sua conclusão era de que a maioria esmagadora confirmara a existência dos planos terroristas, concluindo "ser nítida e insofismável a intenção do brigadeiro Burnier de usar o Para-Sar como executor de atentados a figuras políticas". Ressaltava ainda a necessidade de intervenção do ministro, dado que os fatos "têm sido apurados de maneira superficial, em desacordo com a sua extrema gravidade". A essa altura o decreto de demissão de Itamar, assinado por Sousa Melo, já estava nas mãos do presidente, mas este ainda confiava na possibilidade de um acordo. Com a remessa dos documentos que comprovavam o delito e desmentiam Burnier, não houve outra solução senão levar a cabo esse desfecho, que fora estimulado pelo general Jayme Portella e era agora referendado por Costa e Silva.

## Consequências

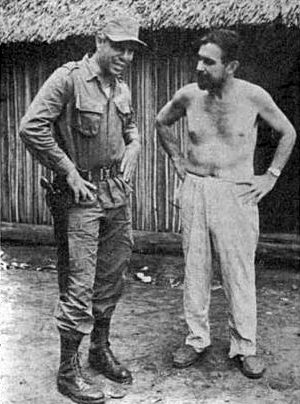
O capitão Sérgio Miranda (à esq.) acompanhado do indianista Cláudio Villas-Bôas, c. 1965

No dia 1 de outubro, o deputado Maurílio Ferreira Lima, do MDB, sobe à tribuna da câmara para denunciar o caso. No mesmo dia, é anunciada a exoneração do brigadeiro Itamar, seguida por uma prisão domiciliar de dois dias. A crise é abordada pelo jornal Correio da Manhã, que em entrevista com a nora do brigadeiro, revela que ele fora punido em função das sindicâncias que realizara a respeito de um plano de "um grupo de radicais" cujo objetivo era a "eliminação de grupos estudantis e outros que sejam considerados inconvenientes". No mesmo periódico, Pery Cotta volta a tratar do assunto na reportagem "Operação Mata-Estudante". Publicada no dia 4 de outubro, a matéria trazia a público o envolvimento do Para-Sar na repressão a estudantes em passeatas no Rio, e sua publicação acabaria resultando posteriormente na prisão do jornalista.
O ministro pudera demitir Itamar, mas frente ao escancaramento do caso ao público, não foi capaz de apresentar uma versão que se sustentasse. A resposta às matérias do Correio da Manhã, dada através do gabinete, veio na forma de uma falácia que procurava confundir a denúncia contra um oficial com um ataque a toda corporação, alegando ser aquela uma "manobra divisionária em ofensiva dirigida contra as próprias instituições militares, fazendo parte dos processos de tentativa de isolamento das Forças Armadas na comunidade brasileira".
Com a promulgação do AI-5, o capitão Sérgio é reformado em 1969. Na mesma época, é processado por falsidade ideológica, sendo absolvido em primeira instância por quatro votos a um e, no Superior Tribunal Militar, por quinze votos a zero. Segundo um ministro que o julgou no STM, "pela primeira vez na história acusou-se uma pessoa de ter 'assinado' um documento não assinado". A prova do crime, de fato, era um papel sem assinatura a respeito de um voo realizado pelo capitão anos antes. Desprovido de seu meio de subsistência e com mulher e três filhos para cuidar, Sérgio passa os anos seguintes tentando se firmar em uma série de profissões, trabalhando como publicitário, vendedor, jornalista e roteirista, entre outros. A situação delicada é agravada por um problema na coluna, e ele é obrigado a contrair uma série de empréstimos para suprir o tratamento de saúde.
Mesmo após o escândalo, o brigadeiro Burnier permaneceu à frente de operações secretas da Aeronáutica. Em 1970, já no governo Médici, é premiado com o comando da 3ª Zona Aérea, área de chefia que abrangia a Base Aérea do Galeão e onde no ano seguinte ele se envolve no episódio da tortura e morte do guerrilheiro Stuart Angel Jones. A pressão pública exercida por Zuzu Angel em razão do assassinato de seu filho acabaria por provocar a queda do ministro Sousa Melo, e seu sucessor, Joelmir de Araripe Macedo, acaba por remover Burnier do comando da 3ª Zona, transferindo-o para um cargo burocrático na Diretoria de Documentação Histórica da Aeronáutica. Ele é afastado da lista de promoções em 1972, sendo obrigado a passar para a reserva. Burnier negou até a morte o envolvimento no caso Para-Sar, protestando contra sua divulgação na imprensa e solicitando diversas vezes que o processo militar fosse reaberto, não obtendo sucesso. Apesar disso, o passar dos anos não arrefeceu o apoio que recebera de Sousa Melo; ao ser entrevistado em 1988 por Zuenir Ventura para seu livro 1968: o Ano que Não Terminou, o ex-ministro declarou que o capitão Sérgio, "ele sim, é que tinha esse plano" – posição que manteve mesmo confrontado com a evidência da confirmação por 37 testemunhas, hierarquizando: "É a palavra de cabos e sargentos contra a palavra de oficiais".
Em 1985, Sérgio recebe a primeira homenagem pública desde que foi cassado, tendo o título de "Cidadão Benemérito do Rio de Janeiro" concedido a ele pela Assembleia Legislativa do Estado do Rio de Janeiro. A cerimônia, realizada no dia 12 de junho daquele ano, contou ainda com a presença de Luís Carlos Prestes. Em 1992, o Supremo Tribunal Federal reconheceu os direitos do capitão, estabelecendo que ele devia ser promovido a brigadeiro – posto que teria alcançado se tivesse permanecido na Aeronáutica. O então ministro da Aeronáutica, o brigadeiro Lélio Lobo, ignora a decisão da corte, sendo o STF obrigado a mandar um ofício exigindo o cumprimento da lei. Lobo novamente se recusa, transferindo o problema para o presidente da República, à época Itamar Franco, que por sua vez protela a decisão até que Sérgio morre de câncer em 1994, sem ver sua patente restabelecida ou receber a promoção a que tinha direito. Em 1997, o governo federal, baseado na decisão do STF, indeniza a família de Sérgio com o valor relativo às vantagens e soldos que ele deixou de receber entre os anos de 1969 e 1994.